# پرتوهای گرداب نوری
گرداب نوری (به انگلیسی: Optical vortex) یا پیچه‌های نوری پرتوهایی هستند که می‌توانند تکانه زاویه‌ای مداری را با خود حمل کنند. این پرتوها (امواج) به صورت پیچشی در فضا انتشار می‌یابند، از این رو اگر از این پیچش سطح مقطعی [فرضی] بریده شود، آنگاه توزیع فازی آن سطح مقطع شبیه به یک گرداب خواهد بود به همین دلیل این امواج یا پرتوها را با نام گرداب نوری می‌شناسند؛ بنابراین این توزیع فازی خواهد بود که به صورت یک گرداب است، در صورتی که اگر توزیع شدت را در مسیر آن اندازه‌گیری کنیم، آنگاه مشاهده خواهیم کرد که این توزیع شدت در طول زمان و مکان تغییری نمی‌کند.

## نحوه توزیع میدان الکتریکی
نحوه توزیع میدان الکتریکی این پرتوها در فضا به صورت زیر است:
{\displaystyle E_{l.p}(r,\phi ,z)=C_{pl}^{LG}{\frac {w_{0}}{w(z)}}\left({\frac {{\sqrt {2}}r}{w(z)}}\right)^{\!p}\exp \!\left(\!-{\frac {r^{2}}{w^{2}(z)}}\right)L_{l}^{p}\!\left({\frac {2r^{2}}{w^{2}(z)}}\right)\exp \!\left(\!-ik{\frac {r^{2}}{2R(z)}}\right)\exp(-ip\phi )\exp(i\psi _{l,p}(z))}
{\displaystyle C_{pl}^{LG}={\sqrt {\frac {2l!}{\pi (p+l)!}}}\Rightarrow \int _{0}^{2\pi }d\phi \int _{0}^{\infty }rdr|u(r,\phi ,z)|^{2}=1}
{\displaystyle w(z)=w_{0}\,{\sqrt {1+{\left({\frac {z}{z_{\mathrm {R} }}}\right)}^{2}}}\ }
{\displaystyle z_{\mathrm {R} }={\frac {\pi w_{0}^{2}n}{\lambda }}}
که در آن {\textstyle w_{0}} کمر پرتو (یکی از مشخصه‌های پرتوی لیزر) ، {\textstyle \lambda } طول موج لیزر و {\textstyle n} ضریب شکست محیط انتشار است. 
{\displaystyle r={\sqrt {x^{2}+y^{2}}}}
{\displaystyle {\begin{aligned}L_{l}^{p}(x)&={x^{-p}e^{x} \over l!}{d^{l} \over dx^{l}}\left(e^{-x}x^{l+p}\right)\\[4pt]\end{aligned}}}
{\displaystyle k\;=\;{\frac {2\pi }{\lambda }}}
{\displaystyle {\frac {1}{R(z)}}={\frac {z}{z^{2}+z_{\mathrm {R} }^{2}}}\ }
{\displaystyle \psi _{l,p}(z)=(p+2l+1)\,\arctan \left({\frac {z}{z_{\mathrm {R} }}}\right)}
با توجه به اینکه پرتوهای گرداب نوری با جملات لاگر-گوس توصیف می‌شوند، برای بیان آن‌ها بایستی مرتبه جمله لاگر-گوس را نیز بیان کرد، به عبارت دیگر همان لفظی را که برای بیان جمله {\displaystyle L_{l}^{p}(x)} به کار می‌بریم بایستی برای میدان {\displaystyle E_{l.p}(r,\phi ,z)} هم به کار برد؛ ولی امروزه با توجه به محدودیت‌های آشکارسازی و تولیدی که برای این پرتوها داریم، تنها قادر خواهیم بود که مرتبه‌های {\displaystyle E_{0.p}(r,\phi ,z)} آنرا تولید کنیم از این رو اگر لفظ مرتبه {\displaystyle p} ام برای پرتوی گرداب نوری به کار می‌رود، منظور پرتویی با توزیع میدان الکتریکی {\displaystyle E_{0.p}(r,\phi ,z)} خواهد بود.

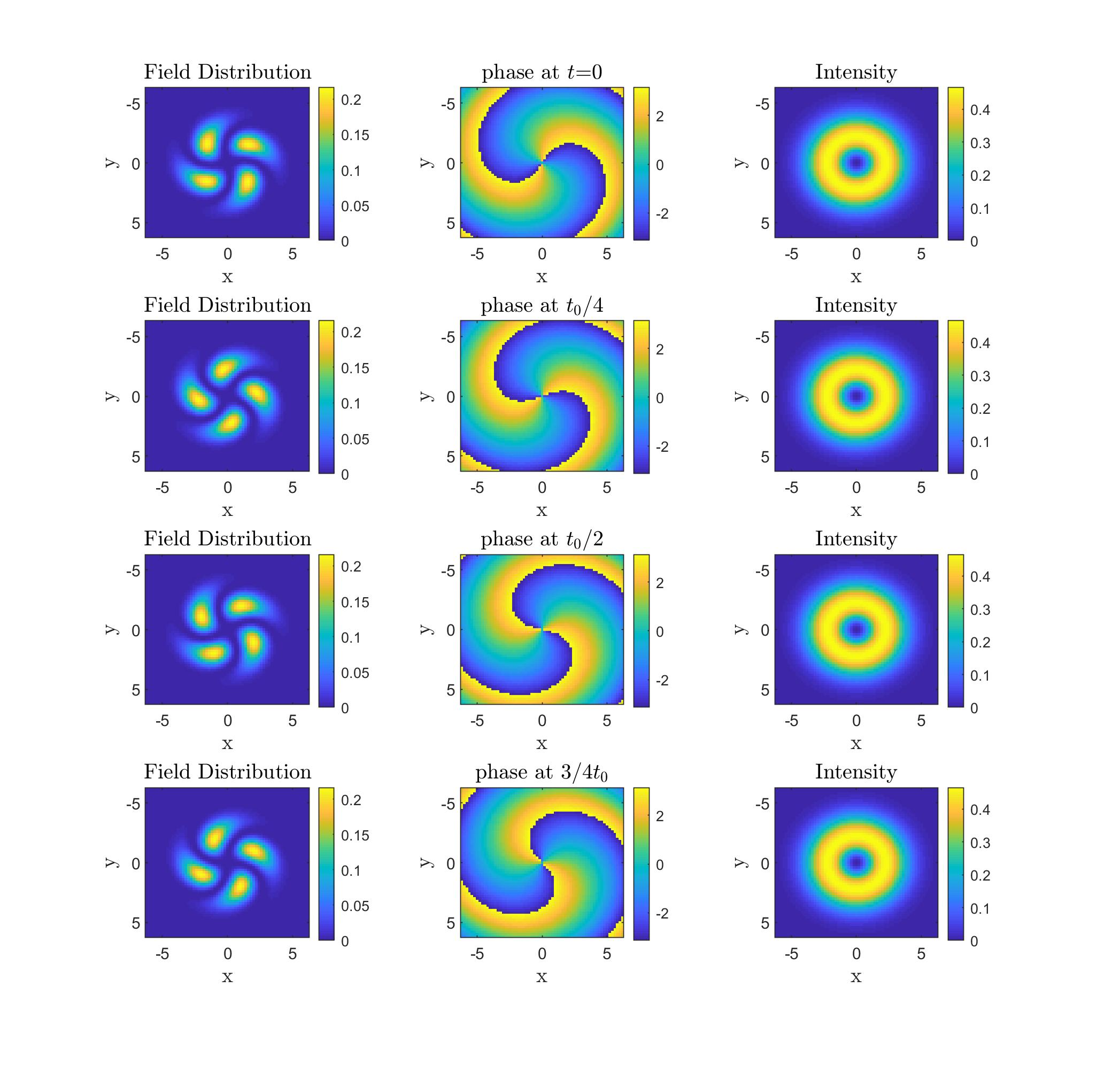
Second order of Optical vortex beam at different times

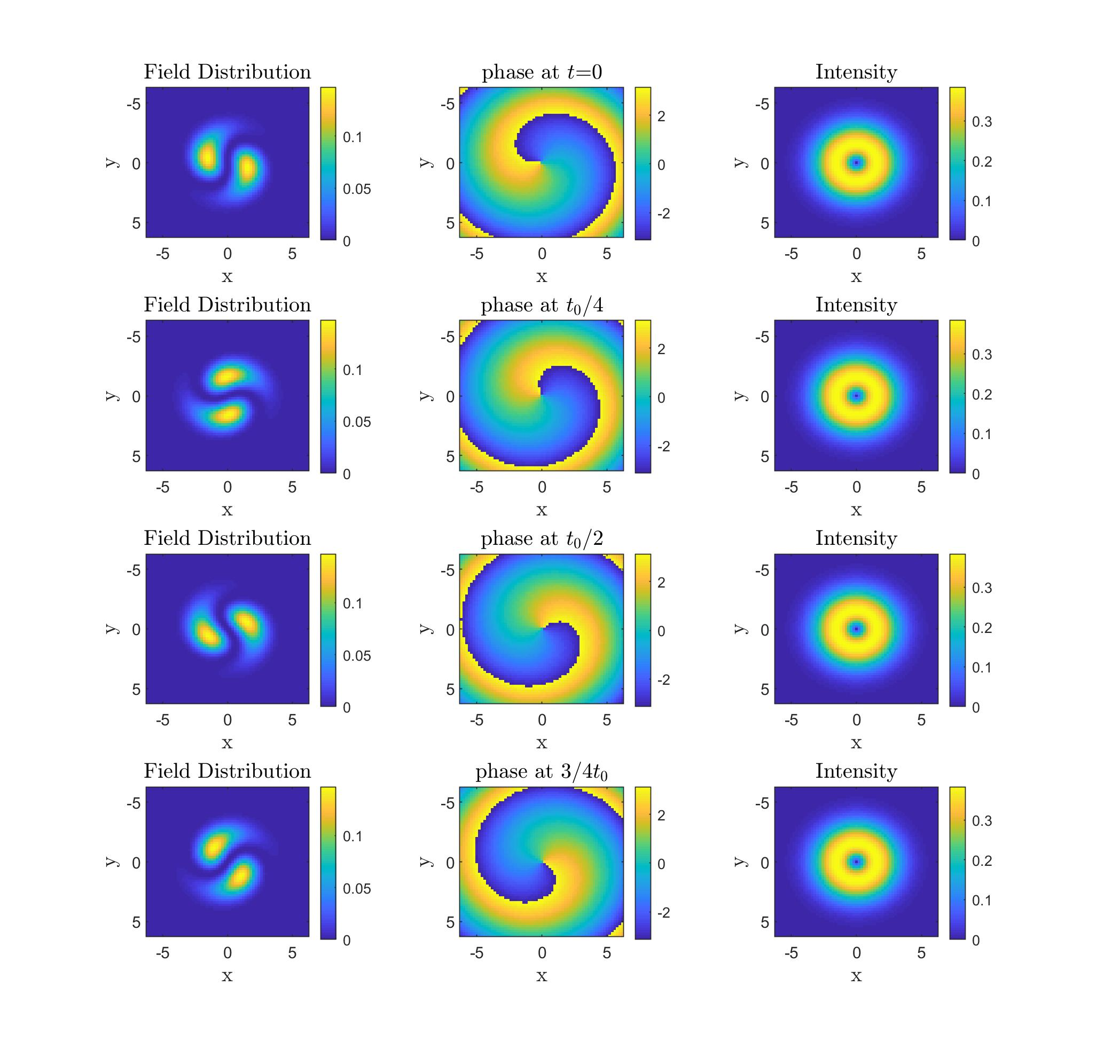
First order of Optical vortex beam at different times

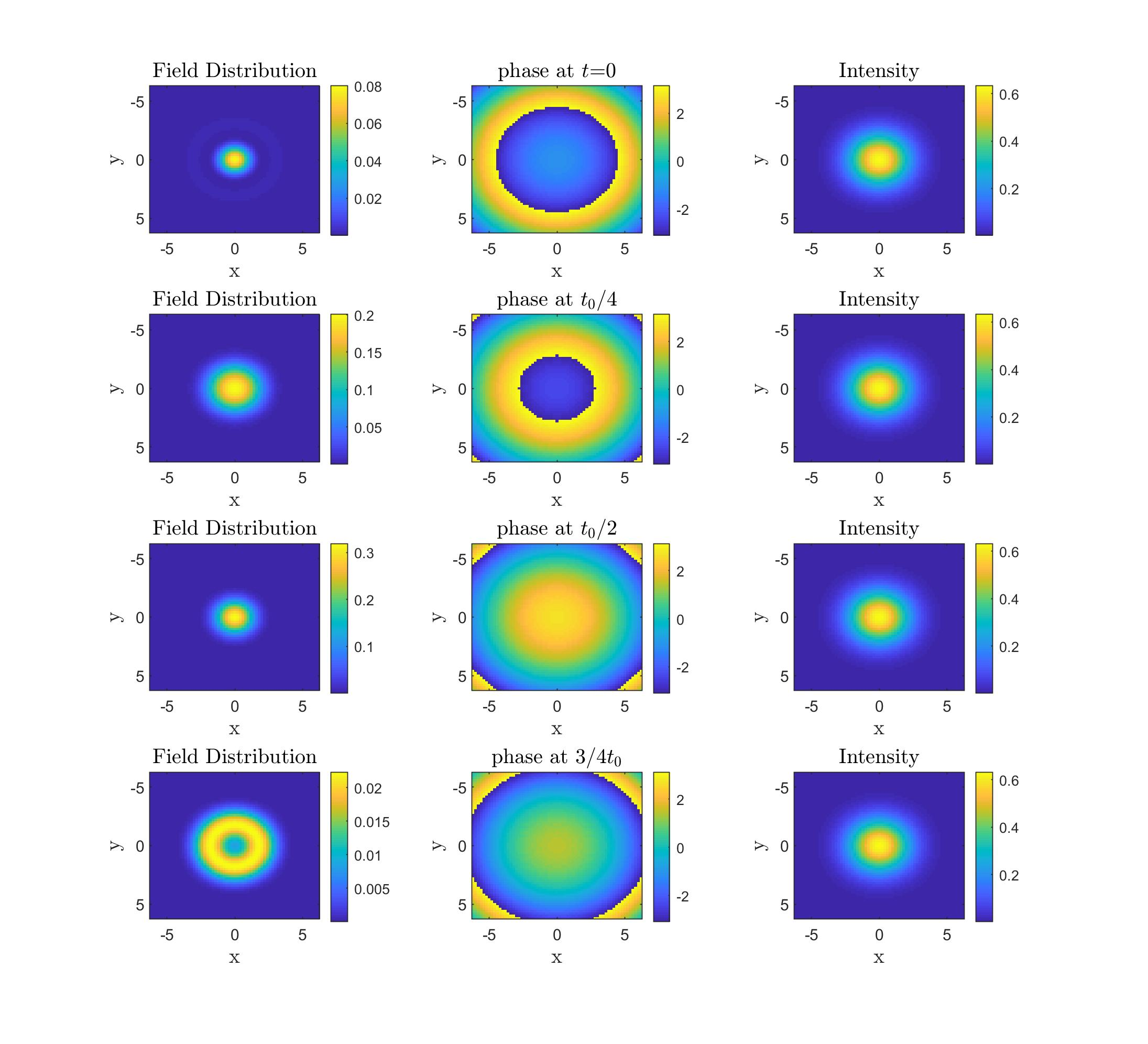
Zero order of Optical vortex beam at different times

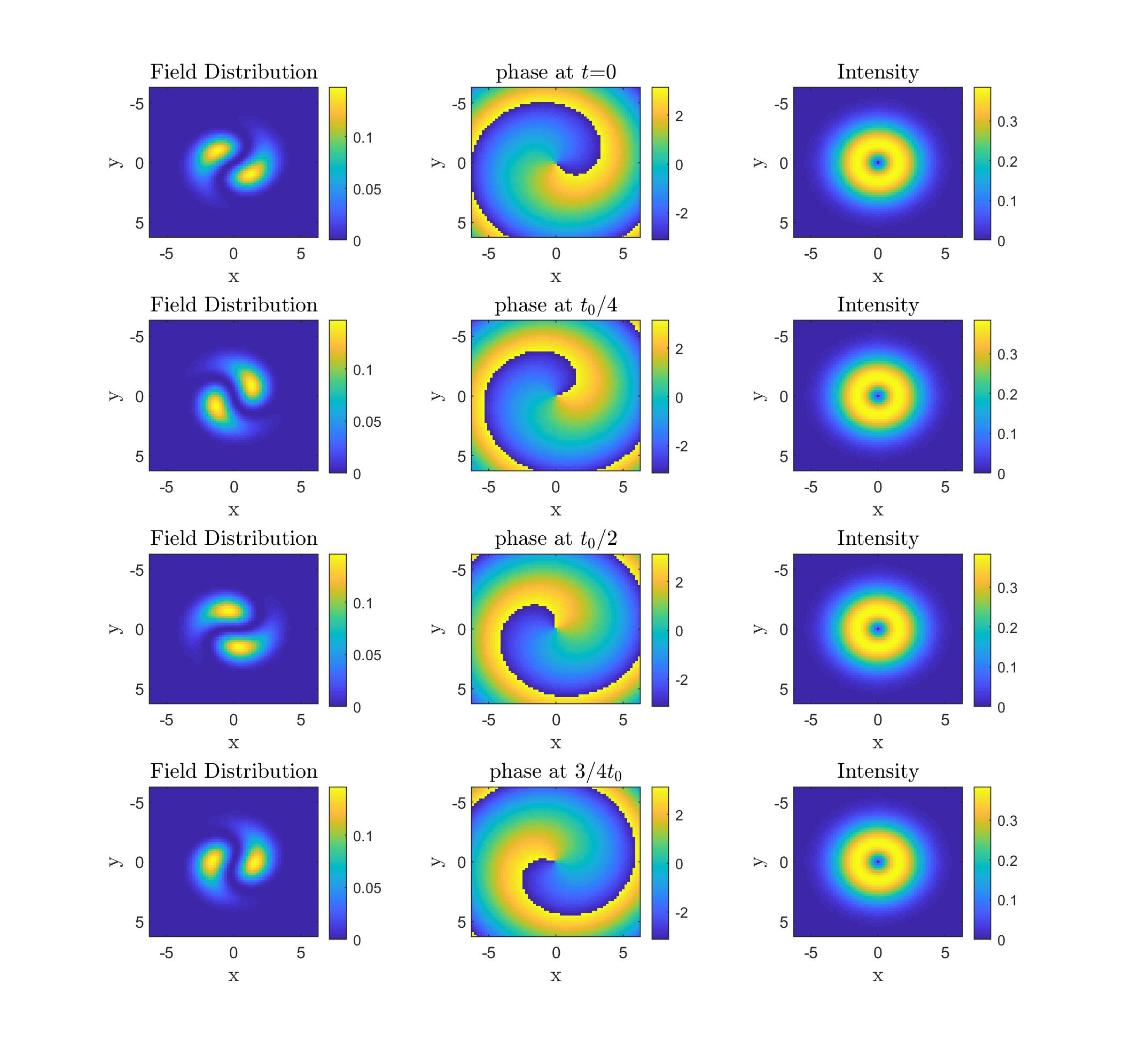
First order of Optical vortex beam at different times

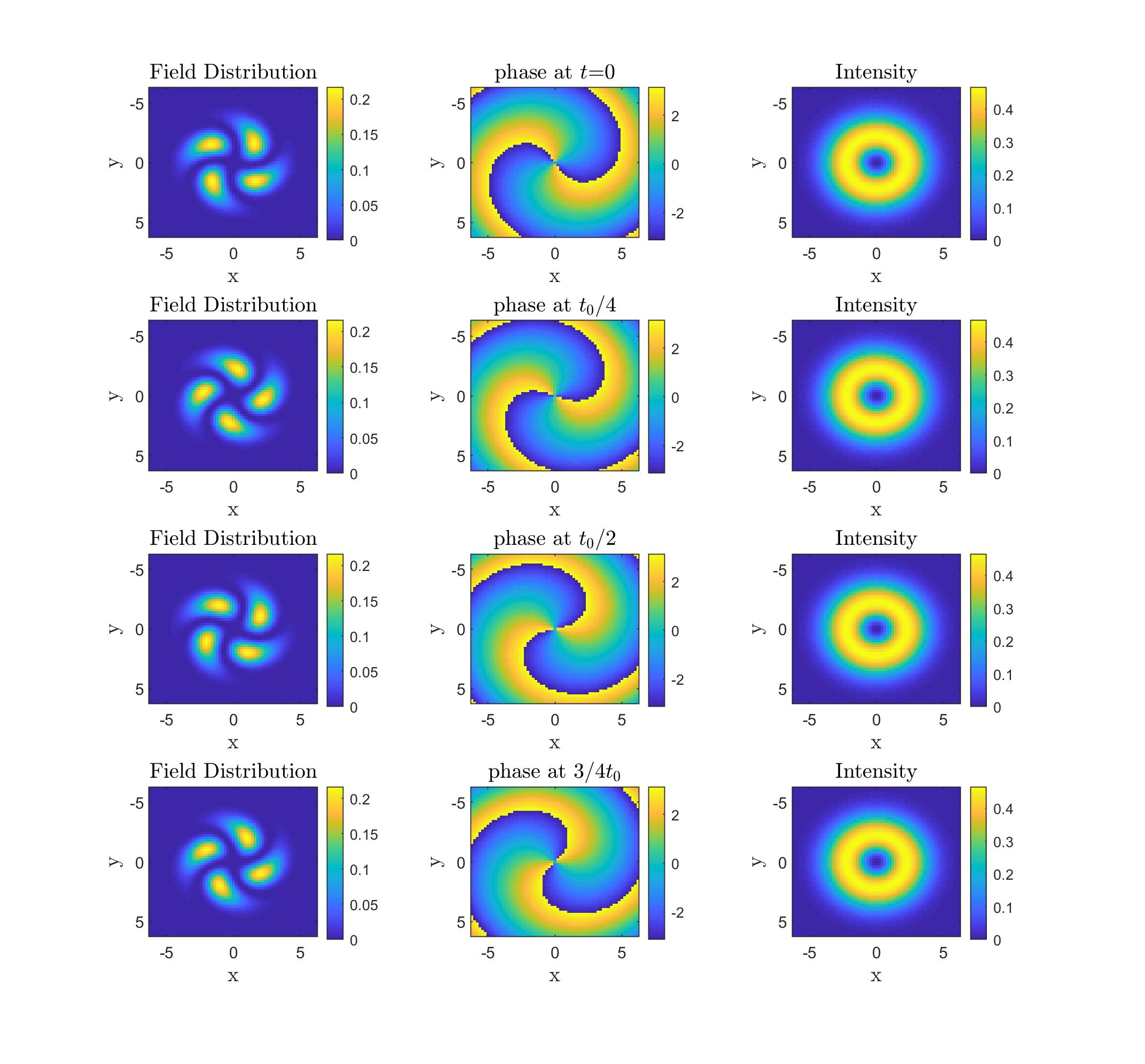
Second order of Optical vortex beam at different times

## روش‌های تولید پرتوهای گرداب نوری
برای تولید پرتوهای گرداب نوری روش‌های مختلفی وجود دارد که از جمله آن‌ها عبارتند از:
1. انتشار نور در موجبرهای استوانه‌ای که به شکل خاصی طراحی شده‌اند.
2. تبدیل تکانه زاویه‌ای اسپین به تکانه زاویه‌ای مداری[۱]
3. صفحات مارپیچی استاتیک ((Static spiral phase plates (SPP))
4. هولوگرام‌هایی که به روش کامپیوتری تولید شده‌اند (Computer-generated holograms (CGHs))
5. روش‌های مستقیم لیزری[۲][۳]
6. آیینه‌هایی با قابلیت تغییر شکل
7. مدولاتور فضایی نوری

و ….

## روش‌های آشکارسازی
با توجه به اینکه شدت از رابطه {\textstyle I=|E_{l.p}(r,\phi ,z)|^{2}} به دست می‌آید، می‌توان نتیجه گرفت که پرتوهای گرداب نوری (که اساساً دارای یک ساختار فازی هستند) را نمی‌توان صرفاً از طریق توزیع شدت آنها مشخص کرد، در نتیجه طیف گسترده‌ای از تکنیک‌های تداخل سنجی استفاده می‌شود، که در ادامه به مرور برخی از آنان می‌پردازیم.

### اینترفروگرام حاصل از تداخل موج صفحه ای و پرتوی گرداب نوری
ساده‌ترین راه تشخیص آن‌ها استفاده از روش‌های تداخل سنجی است. بدین صورت که ما پرتوی گرداب نوری را با یک موج صفحه ای شیب دار تداخل می‌دهیم و از طریق تحلیل طرح به وجود آمده (که اینترفروگرام نام دارد)، می‌توان اطلاعات فازی موج اولیه را استخراج کرد.

### استفاده از لنزهای محدب
در این روش با اسفاده از یک لنز دو کوژ چرخیده (چرخش داده شده نسبت به محور انتشار پرتو) می‌توان بین نقاط مختلف فاز تداخل ایجاد کرد تا به وسیله آن مرتبه پرتوی گرداب نوری تغییر کند. سپس با جهت‌یابی‌هایی که برای این چرخش صورت می‌گیرد، می‌توان تکانه زاویه ای مداری یا به عبارت دیگر بار توپولوژیکی آن را تعیین کرد.

### تداخل با پرتویی با علامت مخالف
در این روش پرتوی مورد نظر را با پرتویی دیگر که دارای بار توپولوژیکی مخالف است، در یک تداخل سنج ماخ-زندر تداخل می‌دهند و با ثبت پارامترهایی از آن می‌توانند این بار توپولوژیکی را استخراج کنند.

## کاربرد
با توجه به رشد روزافزون علوم حوزه فوتونیک و لیزر، کاربردهای زیادی برای این نوع پرتوها بیان شده و بعضاً هم به مرحله عملیاتی رسیده‌است که در این بخش قصد داریم تا مهمترین آن‌ها را نام ببریم.
1. با توجه به اینکه این پرتوها دارای فاز پرخشی هستند می‌توان از آن‌ها در انبرک نوری برای چرخش ذرات استفاده کرد، به عبارت دیگر این پرتوها می‌توانند به عنوان یک میکروموتور عمل کرده و ذرات را در ابعاد بسیار کوچکی چرخش دهند.
2. بررسی و مطالعه سیاراتی که در مقایسه با قمرها و سیارات اطراف خود دارای تباین و قدرت تفکیک کتری هستند، یکی دیگر از مهمترین کاربردهای پرتوهای گرداب نوری به‌شمار می‌رود.
3. آزادی عمل در چرخش فاز این پرتوها، که در تکانه زاویه ای مداری خود را نمایان می‌سازد، نشانگر آن است که این پرتوها به‌طور بالقوه می‌توانند ظرفیت سیستم و کارایی طیفی ارتباط بی‌سیم امواج میلیمتری را افزایش دهد.[۵]
4. رایانه‌های فعلی از الکترون‌هایی استفاده می‌کنند که دارای دو حالت صفر و یک هستند. محاسبات کوانتومی می‌توانند از نور برای رمزگذاری و ذخیره اطلاعات استفاده کنند. از آنجایی که برای پرتوهای گرداب نوری هیچ محدودیتی برای بارگذاری توپولوژیکی وجود ندارد، این پرتوها از لحاظ تئوریک دارای تعداد نامحدودی از حالتها در فضای آزاد هستند؛ بنابراین می‌توان از این روش برای دستکاری سریع تر داده‌ها استفاده کرد. به عبارت دیگر یکی دیگر از کاربردهای جالب و عملیاتی آن استفاده از این پرتوها در کامپیوترهای کوانتومی است.
5. دستیابی به وضوح بهتر برای ثبت تصاویری با جزئیات دقیق همواره یکی از دقدقه‌های اصلی فعالان حوزه میکروسوپ بوده‌است. امروزه از این پرتوها برای دستیابی به تصاویری با وضوح مکانی بالاتر از حد پراش طبیعی استفاده می‌شود، که در یکی از موارد ان می‌توان به میکروسکوپ‌های تخلیه انتشار (STED microscopy) اشاره کرد.[۶]
6. مطالعه دینامیک گرداب‌های کوانتومی در رژیم‌های خطی و غیرخطی سیالات پلاریتونی یکی دیگر از مباحثی است که هر چند کم به آن پرداخته شده‌است، ولی در عین حال کاربردی برای این پرتوها به‌شمار می‌رود.[۷]